# دیوید هاچسون
دیوید هاچسون (انگلیسی: David Hutcheson؛ ۱۴ ژوئن ۱۹۰۵ – ۱۸ فوریه ۱۹۸۶) یک هنرپیشه اهل بریتانیا بود.
از فیلم‌ها یا برنامه‌های تلویزیونی که وی در آن نقش داشته‌است می‌توان به آزمون عشق، زندگی و مرگ کلنل بلیمپ، وروجک‌ها، مسیحی جادویی، مسیحی جادویی و قانون و بی‌نظمی اشاره کرد.